# Балуан (село)
Балуа́н (каз. Балуан) — село у складі району Шал-акина Північноказахстанської області Казахстану. Входить до складу Семипольського сільського округу.
Населення — 40 осіб (2021; 295 у 2009, 562 у 1999, 678 у 1989).
Національний склад станом на 1989 рік:
- казахи — 100 %.